# Hybos meracrus
Hybos meracrus är en tvåvingeart som beskrevs av Steyskal 1966. Hybos meracrus ingår i släktet Hybos och familjen puckeldansflugor. Inga underarter finns listade i Catalogue of Life.